# شارلز برومسون
شارلز برومسون (سوئدی: Charles Brommesson; ۱۲ اوت ۱۹۰۳ – ۱ سپتامبر ۱۹۷۸) بازیکن فوتبال اهل سوئد بود.

## باشگاهی
از باشگاه‌هایی که در آن بازی کرده‌است می‌توان به باشگاه فوتبال هلسینگبورگس اشاره کرد.